# Huanca Sancos (província)
Huanca Sancos é uma província do Peru localizada na região de Ayacucho. Sua capital é a cidade de Huanca Sancos.

## Distritos da província
- Carapo
- Sacsamarca
- Sancos
- Santiago de Lucanamarca